# Sur Televisora Itapúa
Sur Televisora Itapúa o Sur Televisión (anteriormente Canal 7 TV Itapúa de SNT) es un canal de televisión abierta paraguayo con sede en la ciudad de Encarnación, Itapúa. La estación televisiva está centrada en programación de carácter generalista.

## Historia
El entonces Canal 7 TV Itapúa (Televisora Itapúa S.A.) fue lanzado por primera vez el 3 de diciembre de 1976 a las 8:00 horas. Desde entonces y por mucho tiempo ha sido repetidora del Canal 9 de Asunción (Canal 9 TV Cerro Corá del Sistema Nacional de Televisión), aunque luego de varios años ha tenido su propia programación local, especialmente noticieros, en distintos bloques horarios. Estaba disponible en Encarnación y alrededores en el canal 7 (VHF).
Sin embargo, se volvió un canal independiente con programación propia, pasando de Canal 7 TV Itapúa (Televisora Itapúa del Sistema Nacional de Televisión) a Sur Televisora Itapúa (Televisora Itapúa S.A.) el 24 de noviembre de 2013. La Conatel de Paraguay le asigna la frecuencia 16 UHF de Encarnación para transmitir en la TDT.

## Programas
- La fuerza del Sur
- Sur Noticias
- Un Sábado Diferente